# آيت حدو أو اسعيد (ولماس)
آيت حدو أو اسعيد هي إحدى مشيخات المملكة المغربية، تتبع جغرافيا لإقليم الخميسات وإداريًا لولماس. يقدر عدد سكانها بـ 4353 نسمة حسب الإحصاء الرسمي للسكان والسكنى لسنة 2004.